# Чарльз Літтлджон
Чарльз Літтлджон (англ. Charles Littlejohn, 4 січня 1889 — 4 серпня 1960) — новозеландський академічний веслувальник.
Срібний призер Олімпійських Ігор 1912 року в складі вісімки.